# Межино
Межино (пол. Mierzyno) — село в Польщі, у гміні Ґневіно Вейгеровського повіту Поморського воєводства.
Населення — 233 особи (2011).
У 1975-1998 роках село належало до Гданського воєводства.

## Демографія
Демографічна структура станом на 31 березня 2011 року:
|          | Загалом | Допрацездатний вік | Працездатний вік | Постпрацездатний вік |
| -------- | ------- | ------------------ | ---------------- | -------------------- |
| Чоловіки | 119     | 38                 | 72               | 9                    |
| Жінки    | 114     | 34                 | 64               | 16                   |
| Разом    | 233     | 72                 | 136              | 25                   |